# A falkatárs
A falkatárs a Frakk, a macskák réme című rajzfilmsorozat harmadik évadjának kilencedik része.

## Cselekmény
Frakk felfedezi, hogy a macskák felfeküdtek Károly bácsi megvetett ágyára. Az est folyamán az Ebtenyésztők Öt percét nézik, ám Károly bácsi telefon miatt kimegy a szobából. A műsorban elmondják, hogy aki megengedi a kutyának, hogy felfeküdjön az ágyára, az elveszti gazdai tekintélyét, és kutya ettől kezdve csak falkatársának tekinti. Frakk ezt hallva felfekszik Károly bácsi ágyára, aki megengedi neki, mivel a macskák is ott alszanak. Később mikor le akarja tessékelni onnan, Frakk megmorogja, mivel most már csak a falkatársként tekint Károly bácsira, aki így kénytelen vele aludni. Lukrécia azt tanácsolja, hogy nyomja le Frakk nyakát, mert akkor visszaszerzi a tekintélyét, amit szintén mondtak a műsorban. Frakk azonban tudja ezt, mivel ő is látta a műsort. Károly bácsi elhatározza, hogy másnap nem fog felkelni az ágyából. Mikor a macskák azt kérdik megehetik-e Frakk ebédjét, Frakk kiugrik az ágyból, ami így összetörik. Károly bácsi arra kéri az asztalost, hogy magasítsa meg az ágyat annyira, hogy Frakk ne tudjon felugorni rá. Ám Károly bácsinak tériszonya van, így Frakk alszik az ágyban, Károly bácsi pedig Frakk fekhelyén. Az este, mikor Irma néni jó éjszakát kíván Károly bácsinak és Frakknak, mindketten őt nyilvánítják falkavezérüknek.

## Alkotók
- Rendező és operatőr: Nagy Pál
- Társrendezők: Imre István, Várnai György
- Forgatókönyvíró: Bálint Ágnes
- Zeneszerző: Pethő Zsolt
- Hangmérnök: Bársony Péter
- Vágó: Czipauer János
- Tervezte: Várnai György
- Háttér: Szálas Gabriella
- Rajzolta: Ifj. Nagy Pál
- Színes technika: Kun Irén
- Gyártásvezető: Doroghy Judit

Készítette a Magyar Televízió megbízásából a Pannónia Filmstúdió

## Szereplők
- Frakk: Szabó Gyula
- Lukrécia: Schubert Éva
- Szerénke: Váradi Hédi
- Károly bácsi: Suka Sándor
- Irma néni: Pártos Erzsi
- Kutyatenyésztők professzora: Képessy József